# 쇼걸 (영화)
쇼걸(Showgirls)은 1995년 공개된 미국의 드라마 영화이다.

## 줄거리
야심찬 젊은 여성 노미 말론은 쇼걸이 되려는 꿈을 안고 라스베이거스로 향한다. 히치하이킹 중 강도를 당한 후, 그녀는 라스베이거스 엔터테인먼트 업계에서 일하는 몰리 애브람스를 만나 함께 살게 된다. 생계를 위해 노미는 '치타스'라는 남성 클럽에서 스트립 댄서로 일하기 시작한다. 몰리는 노미를 '스타더스트' 호텔의 백스테이지로 데려가고, 그곳에서 유명한 쇼 '여신'의 리드 댄서인 크리스탈 코너스를 만난다. 크리스탈은 노미의 직업을 매춘과 같다고 비하하고, 이에 화가 난 노미는 크리스탈과 갈등을 겪는다.
크리스탈은 노미를 조롱하기 위해 그녀에게 랩 댄스를 요구하고, 노미는 마지못해 응한다. 이후 노미는 스타더스트의 코러스 라인 오디션을 보지만, 쇼 감독에게 모욕적인 요구를 받고 분노하여 뛰쳐나온다. 하지만 우여곡절 끝에 오디션에 합격하고, 크리스탈의 대역을 맡을 기회를 얻는다. 크리스탈은 노미를 매춘 알선업과 유사한 '보트 쇼'에 보내려 하고, 노미는 크리스탈의 남자친구인 잭 캐리와 관계를 맺어 크리스탈의 자리를 빼앗으려 한다. 결국 노미는 크리스탈을 계단에서 밀어뜨려 다치게 하고, '여신'의 주연을 맡게 된다. 하지만 꿈을 이루었음에도 노미는 환멸감을 느낀다.
노미는 룸메이트이자 친구인 몰리와도 멀어지는데, 몰리가 노미의 질투심으로 인한 부상을 알게 되기 때문이다. 몰리는 이후 유명 뮤지션에게 성폭행을 당하고, 노미는 몰리의 복수를 위해 나서려 하지만, 그녀 자신의 어두운 과거가 드러날 위기에 처한다. 잭은 노미의 과거, 즉 부모의 자살 후 15세에 집을 나와 매춘부로 일했던 '폴리 앤 코스텔로'라는 과거를 폭로하며 그녀를 협박한다. 
결국 노미는 스스로 복수하기로 결심하고, 몰리를 성폭행한 뮤지션을 공격한다. 이후, 병원에 있는 몰리에게 복수를 했다는 사실을 알리고, 크리스탈에게도 자신의 잘못을 사과한다. 크리스탈은 노미를 용서하고, 노미는 라스베이거스를 떠나 다시 히치하이킹을 시작하며 이야기가 끝난다.

## 출연

### 주연
- 엘리자베스 버클리
- 카일 맥라클란
- 지나 거손
- 글렌 플러머
- 로버트 다비
- 알랜 라킨즈
- 지나 라베라

### 조연
- 린 터치
- 그렉 트라비스
- 알 루치오
- 패트릭 브리스토우

## 기타
- 공동제작: 벤 마이론
- 미술: 알랜 캐머런
- 의상: 엘렌 미로닉
- 배역: 엘레인 J. 후자

## 같이 보기
- 스트립티즈 (영화)